# Овчинников, Никита Сергеевич
Никита Сергеевич Овчинников (23 января 1992, Шушенское, Красноярский край) — российский биатлонист, неоднократный чемпион и призёр чемпионата России. Мастер спорта России.

## Биография
Представляет Красноярский край и «Академию биатлона». Тренеры — М. Д. Тишкин, Н. М. Тишкина.
В юниорском возрасте в крупных международных соревнованиях не участвовал. На внутреннем уровне становился победителем и призёром Всероссийской зимней Универсиады 2014 года. Победитель первенства России 2012 года.
На взрослом уровне выступает с сезона 2013/14. В том же сезоне завоевал свою первую золотую медаль чемпионата России в спринте. В дальнейшем завоевал ещё несколько медалей национального первенства, в том числе золото в 2015 году в суперпасьюте и в 2018 году в гонке патрулей. Становился чемпионом (2013) и призёром чемпионатов России по летнему биатлону в эстафете (2014, 2015), победителем всероссийских отборочных соревнований.
В сезоне 2014/15 принимал участие в Кубке IBU. Стартовал в шести личных гонках, лучший результат — 13-е место в спринте на этапе в Осрблье.